# 白条草蜥
白条草蜥（学名：Takydromus wolteri）为蜥蜴科草蜥属的爬行动物。分布于朝鲜、俄罗斯以及中国大陆的辽宁、吉林、黑龙江、四川、湖北、安徽、江苏、江西等地，主要栖息于荒山灌丛、杂木林边缘、山坡、田地等处。该物种的模式产地在朝鲜。

## 保护
本种于2023年被收录入《有重要生态、科学、社会价值的陆生野生动物名录》。